# Sułkowo-Baraki
Sułkowo-Baraki – część wsi Sułkowo-Kolonia w Polsce, położona w województwie mazowieckim, w powiecie mławskim, w gminie Stupsk.
W latach 1975–1998 Sułkowo-Baraki administracyjnie należały do województwa ciechanowskiego.
Wierni Kościoła rzymskokatolickiego należą do parafii św. Mikołaja w Niedzborzu.